# Operation Sea Guardian

Flagge der NATO

Die Operation Sea Guardian ist eine Operation der NATO im Mittelmeer. Sie wurde beim NATO-Gipfel in Warschau im Juni 2016 als Nachfolgeoperation der Operation Active Endeavour beschlossen und begann am 9. November 2016 mit mehreren Kriegsschiffen und Flugzeugen der NATO. Die Mission wird aus dem Allied Maritime Command der NATO in Northwood (Vereinigtes Königreich) geführt.

## Aufgaben
Sea Guardian dient der Seeraumüberwachung, der Bekämpfung des Terrorismus und dem Kapazitätsaufbau im Mittelmeerraum mit dem Ziel, krisenhafte Entwicklungen im maritimen Umfeld frühzeitig erkennen und ihnen entgegenwirken zu können. Außerdem soll die Präsenz der Einsatzkräfte als präventiver Ordnungsfaktor wirken.
Unter bestimmten Umständen dürfen Schiffe, die im Verdacht einer Verbindung zu terroristischen Organisationen oder des Waffenschmuggels stehen, kontrolliert und durchsucht werden. Die Mitgliedsstaaten können der Operation weitere Aufgaben übertragen, darunter den Schutz von Seewegen und kritischer Infrastruktur oder die Bekämpfung der Verbreitung von Massenvernichtungswaffen.

## Beteiligung und Zusammenarbeit mit Dritten
An Sea Guardian beteiligen sich die NATO-Mitgliedsstaaten mit Schiffen und Flugzeugen. Die Operation wird durch die ständigen maritimen Einsatzverbände der NATO, die Standing NATO Maritime Groups (SNMG 1 und SNMG 2), unterstützt, wenn diese im Mittelmeer operieren. An einer der beiden ist die Deutsche Marine regelmäßig mit einem Schiff beteiligt, zurzeit vor allem im Rahmen der NATO-Präsenz in der Ägäis, die hinsichtlich des Lagebildes mit Sea Guardian zusammenarbeitet.
Eine ähnliche Kooperation bezüglich Lagebild und Logistik besteht mit der EU-geführten EUNAVFOR MED Operation Sophia. Sea Guardian dient darüber hinaus als Plattform für die Kooperation mit Staaten und Organisationen im Mittelmeerraum und trägt dadurch zur Sicherheit und zur maritimen Stärkung an der Südflanke Europas bei. Dazu können Informationsaustausch und Kapazitätsaufbau von Anrainerstaaten gehören.
Schiffe und Boote der Deutschen Marine, deren Transitroute durch das Mittelmeer verläuft, nehmen in dieser Zeit im "Associated Support" an diesem Einsatz teil. Associated Support bedeutet, dass die Aufgaben von SEA GUARDIAN erfüllt werden, jedoch das Unterstellungsverhältnis national bleibt und nicht auf die NATO übergeht.

## Mandat
Der Deutsche Bundestag billigte die Beteiligung der Bundeswehr am 29. September 2016 und verlängerte ihn mehrfach, zuletzt am 31. Januar 2025 bis zum 30. November 2025. Die Mandatsobergrenze beträgt 550 Soldaten. Sea Guardian wird operativ aus dem Allied Maritime Command der NATO im britischen Northwood bei London geführt. Dienstlich unterstehen die beteiligten deutschen Soldaten dem Marinekommando in Rostock.